# Deoksycukry
Deoksycukry, daw. dezoksycukry – klasa organicznych związków chemicznych, węglowodanów, w cząsteczkach których grupa hydroksylowa została zastąpiona atomem wodoru, tj. z ugrupowania C−O−H usunięty został atom tlenu −O− („oksy”), w efekcie czego pozostało ugrupowanie C−H. Podobnie jak cukry, dzielą się na deoksyketozy i deoksyaldozy oraz wykazują czynność optyczną.
Nazwy deoksycukrów tworzy się przez dodanie do nazwy cukru przedrostka „deoksy” wraz z lokantem określającym pozycję usuniętego atomu tlenu, np. 2-deoksyryboza. IUPAC uznaje za akceptowane trzy nazwy własne deoksycukrów:
- fukoza (ściślej: α-L-fukoza) – 6-deoksy-α-L-galaktoza
- chinowoza (ściślej: β-D-chinowoza) – 6-deoksy-β-D-glukoza
- ramnoza (ściślej: L-ramnoza) – 6-deoksy-L-mannoza